# La città sconvolta: caccia spietata ai rapitori
La città sconvolta: caccia spietata ai rapitori è un film del 1975, diretto da Fernando Di Leo.

## Trama
Fabrizio Colella, unico figlio di Mario, di professione meccanico, vedovo da tempo, per cercare di difendere l'amico Antonio Filippini, figlio dell'ingegnere Filippini, dal tentativo di rapimento da parte di tre sequestratori, viene anche lui rapito. Per costringere l'ingegnere a pagare il riscatto, per il quale lo stesso cercava inutilmente di temporeggiare allo scopo di negoziare per ridurre il più possibile la somma richiesta, i rapitori uccidono Fabrizio, e poi fanno rilasciare Antonio. Inizia così la personale lotta di Mario, carico di rabbia e di rancore, che come un animale ferito, attraverso delle indagini personali, riesce ad eliminare tutte le persone coinvolte nel sequestro, compresi gli "insospettabili" mandanti. La vendetta si compie quando Mario arriva ad uccidere anche l'esecutore materiale dell'assassinio del figlio, mentre sullo sfondo si sentono le sirene della Polizia.

## Produzione
Le riprese del film si svolsero a partire dal 12 maggio del 1975, le scene esterne furono girate tra Roma, Castel San Pietro Romano e Milano.

Il tema trattato (i rapimenti) era di grande attualità in quegli anni. Il regista dichiarò: 

## Distribuzione
Distribuito nei cinema italiani il 27 agosto 1975, il film ha incassato 908.268.000 lire dell'epoca.
Venne distribuito anche nei paesi anglofoni con il titolo Kidnap Syndicate, nel mercato tedesco, dove fu editato con il titolo Auge um Auge, ed in Francia con il titolo Colère noire.